# 二氯化二硒
二氯化二硒是一种无机化合物，化学式为Se2Cl2。

## 制备
二氯化二硒可以由硒的氯化得到。硒和氯气的化合反应可以直接发生，也可以用氯处理硒的二硫化碳悬浮液得到。
2 Se + Cl2 → Se2Cl2
也可以利用硒、二氧化硒和盐酸的反应制备二氯化二硒：
3 Se + SeO2 + 4 HCl → 2 Se2Cl2 + H2O

## 化学性质
二氯化二硒化学性质较不稳定，在沸点时歧化为硒和四氯化硒。容易被还原为硒，或被氯气、臭氧氧化为四氯化硒。
Se2Cl2 + 3 Cl2 → 2 SeCl4
2 Se2Cl2 + 6 O3 → SeCl4 + 3 SeO2 + 6 O2